# Rudolf Petřík
Rudolf Petřík (21. ledna 1894 Krakov – 8. května 1946) bývalý důstojník čs. meziválečné armády (štábní kapitán) pracoval v období druhé světové války na území Protektorátu Čechy a Morava jako konfident nacistické bezpečnostní služby Sicherheitsdienst.

## Mládí
Rudolf Petřík strávil své mládí ve Štěpánově se svým otcem Rudolfem Petříkem a matkou Marií Zimprichovou. Ze Štěpánova dojížděl do měšťanské školy v Bohuňovicích a později do Olomouce, kde absolvoval šest let vyššího reálného gymnázia. Maturoval v roce 1913 a poté nastoupil ke studiu chemie na německé technické vysoké škole v Brně. Ovšem kvůli vypuknutí války stihl pouze dostudovat dva semestry. Poté tedy nastoupil na vojenskou akademii ve Vídeňském Novém Městě.

## Na frontách první světové války
Dne 18. srpna 1915 byl Rudolf Petřík odveden na 36 měsíců činné služby. Ihned po odvedení byl zařazen jako velitel čety a polní roty k pěšímu pluku 9, kde zůstal až do konce války. Dne 21. dubna 1916 byl těžce raněn a následujících pět měsíců strávil v přemyšlském lazaretu. Od začátku války až do jejího konce sloužil na italském, ruském a rumunském bojišti, a to ve funkcích velitele roty a zástupce velitele praporu.

## Kariéra u československé armády
Do čs. armády nastoupil 16. července 1919 v hodnosti nadporučíka pěchoty. Po absolvování kurzu byl přidělen k 25. pěšímu pluku, který se nacházel v Německém Brodu. Dne 9. května 1924 byl soudem odsouzen z nedbalosti na tři týdny vězení. A dále pak v roce 1932 byl kárnou komisí vyšetřován z šikanování a tělesného bití podřízených vojáků. Soud v Banské Bystřici ho odsoudil k stejnému trestu jako v předešlém případě ovšem nepodmíněně.

## Sicherheitsdienst
Petřík pracoval v období druhé světové války na území Protektorátu Čechy a Morava jako konfident nacistické bezpečnostní služby Sicherheitsdienst. Pro SD, byl ideálním adeptem, a to z důvodů že perfektně uměl český a zároveň německý jazyk, Petříkovi navíc velice zvyšovala důvěryhodnost jeho bývalá vysoká hodnost. Tu také využíval k proniknutí mezi místní obyvatele.

## Před MLS v Klatovech
O vině Rudolfa Petříka nebylo pochyb. Dne 8. května 1946 bylo vyvoláno veřejné soudní přelíčení. Rudolf Petřík byl usvědčen na základě výpovědí pěti předvolaných svědků a několika písemných svědectví. Soudci z lidu jednomyslně shledali Rudolfa Petříka vinným a odsoudili ho k trestu smrti provazem. Poté byl neveřejně popraven.